# Condylostylus saccicauda
Condylostylus saccicauda är en tvåvingeart som beskrevs av Octave Parent 1934. Condylostylus saccicauda ingår i släktet Condylostylus och familjen styltflugor.
Artens utbredningsområde är Paraguay. Inga underarter finns listade i Catalogue of Life.